# Анна Ваглін
Анна Ваглін (нар. 1970, Гетеборг, Швеція) — шведська океанологиня, дослідниця Антарктики та полярних морів, професор фізичної океанографії в Університеті Гетеборга та співголова системи спостереження за Південним океаном (SOOS).

## Раннє життя та освіта
Ваглін народилась в 1970 році в Гетеборзі, Швеція . Вона закінчила ступінь бакалавра в Університеті Гетеборга на кафедрі океанографії і захистила докторську дисертацію у 2001 році в Департаменті наук про Землю. Ваглін була пост-доктором в Департаменті геофізики Університету Осло в 2003—2006 роках.

## Кар'єра та вплив
Ваглін є професором фізичної океанографії в Департаменті морських наук Університету Гетеборга. Її наукова спрямованість полягає в області полярної океанографії, переважно Південного океану. Зокрема, її дослідження полягають в дослідженні кількох аспектів динаміки полярних морів, включаючи фізичну океанографію, циркуляцію океану, топографічні ефекти, процеси плавлення льодового шельфу та взаємодію повітря-море-лід. Коли Ваглін стала професором у 2015 році, вона стала першою жінкою Швеції професором океанографії.
Ваглін є співголовою спільного Наукового комітету з антарктичних досліджень (SCAR) та ініціативи SCOR, системи спостереження за океаном (SOOS). Вона є асоційованим редактором журналу Advances in Polar Science і є членом наукового консультативного комітету IOW (2016—2019).

## Нагороди та відзнаки
Ваглін відзначена нагородою, як науковець Фулбрайта (2007—2008 рр.), і отримала наукову стипендію Crafoord від Шведської королівської академії наук (2010 р.). Ваглін, як професор відвідує Науковий комітет з антарктичних досліджень SCAR (2013).

## Вибрані твори
- Rebesco, M., Hernández-Molina, FJ, Van Rooij, D. and Wåhlin, A., 2014. Контурні та пов'язані з ними відклади контролюються процесами глибокої циркуляції: сучасні та майбутні міркування. Морська геологія, 352, с.   111—154.

- Arndt, JE, Schenke, HW, Jakobsson, М., Nitsche, FO, Buys, G., Goleby, B., Rebesco, M., Bohoyo, F., Hong, J., Black, J. and Greku, R та ін. 2013. Міжнародна батиметрична карта Південного океану (IBCSO), версія 1.0 — Нова батиметрична компіляція, що охоплює акваантарктичні води. Геофізичні дослідницькі листи, 40 (12), с.   3111–3117.

- Rebesco, M., Wåhlin, A., Laberg, JS, Schauer, U., Beszczynska-Möller, A., Lucchi, RG, Noormets, R., Accettella D. 2013. Четвертинні контурні дрейфи західного краю Шпіцбергена. Глибоке море Дослідження Частина I: Документи океанографічних досліджень, 79, с.   156—168.